# 泉佐野市立日新小学校
泉佐野市立日新小学校（いずみさのしりつ にっしんしょうがっこう）は、大阪府泉佐野市中庄にある公立小学校。

## 通学区域
- 中庄、新浜町、湊、上瓦屋、下瓦屋[1]

※卒業後は基本的に泉佐野市立新池中学校又は泉佐野市立第三中学校に進学する。

## 著名な出身者
- 中谷一馬（衆議院議員）[2]